# Fontrieu
Fontrieu es una comuna nueva francesa situada en el departamento de Tarn, de la región de Occitania.

## Historia
Fue creada el 1 de enero de 2016, en aplicación de una resolución del prefecto de Tarn de 18 de noviembre de 2015 con la unión de las comunas de Castelnau-de-Brassac, Ferrières y Le Margnès, pasando a estar el ayuntamiento en la antigua comuna de Castelnau-de-Brassac.

## Demografía
| Gráfica de evolución demográfica de Fontrieu entre 1800 y 2013 |
|                                                                |

Los datos entre 1800 y 2013 son el resultado de sumar los parciales de las dos comunas que forman la nueva comuna de Fontrieu, cuyos datos se han cogido de 1800 a 1999, para las comunas de Castelnau-de-Brassac, Ferrières y Le Margnès de la página francesa EHESS/Cassini. Los demás datos se han cogido de la página del INSEE.

## Composición
| Comuna delegada      | Código INSEE | Población (2013) | Superficie (km²) | Densidad (hab./km²) |
| -------------------- | ------------ | ---------------- | ---------------- | ------------------- |
| Castelnau-de-Brassac | 81062        | 752              | 72.88            | 10                  |
| Ferrières            | 81091        | 134              | 11.85            | 11                  |
| Le Margnès           | 81153        | 47               | 17.89            | 3                   |